# Wau flygplats
Wau flygplats är en flygplats i Sydsudan. Den ligger i delstaten Western Bahr el Ghazal, i den centrala delen av landet, 500 kilometer nordväst om huvudstaden Juba. Wau flygplats ligger 469 meter över havet.
Terrängen runt Wau flygplats är platt. Runt Wau flygplats är det mycket glesbefolkat, med 6 invånare per kvadratkilometer.. Närmaste större samhälle är Wau, 3,4 kilometer sydost om Wau flygplats.
I omgivningarna runt Wau flygplats växer huvudsakligen savannskog.